# Марьинка (Самарская волость)
Марьинка — деревня в Куркинском районе Тульской области России.
В рамках административно-территориального устройства относится к Самарской волости Куркинского района, в рамках организации местного самоуправления включается в Самарское сельское поселение.

## География
Расположена в 3 км к юго-востоку от райцентра, посёлка городского типа Куркино, в 114 км к юго-востоку от областного центра, г. Тулы.

## Население
| 2002 | 2010 |
| ---- | ---- |
| 62   | ↘36  |